# Nộm

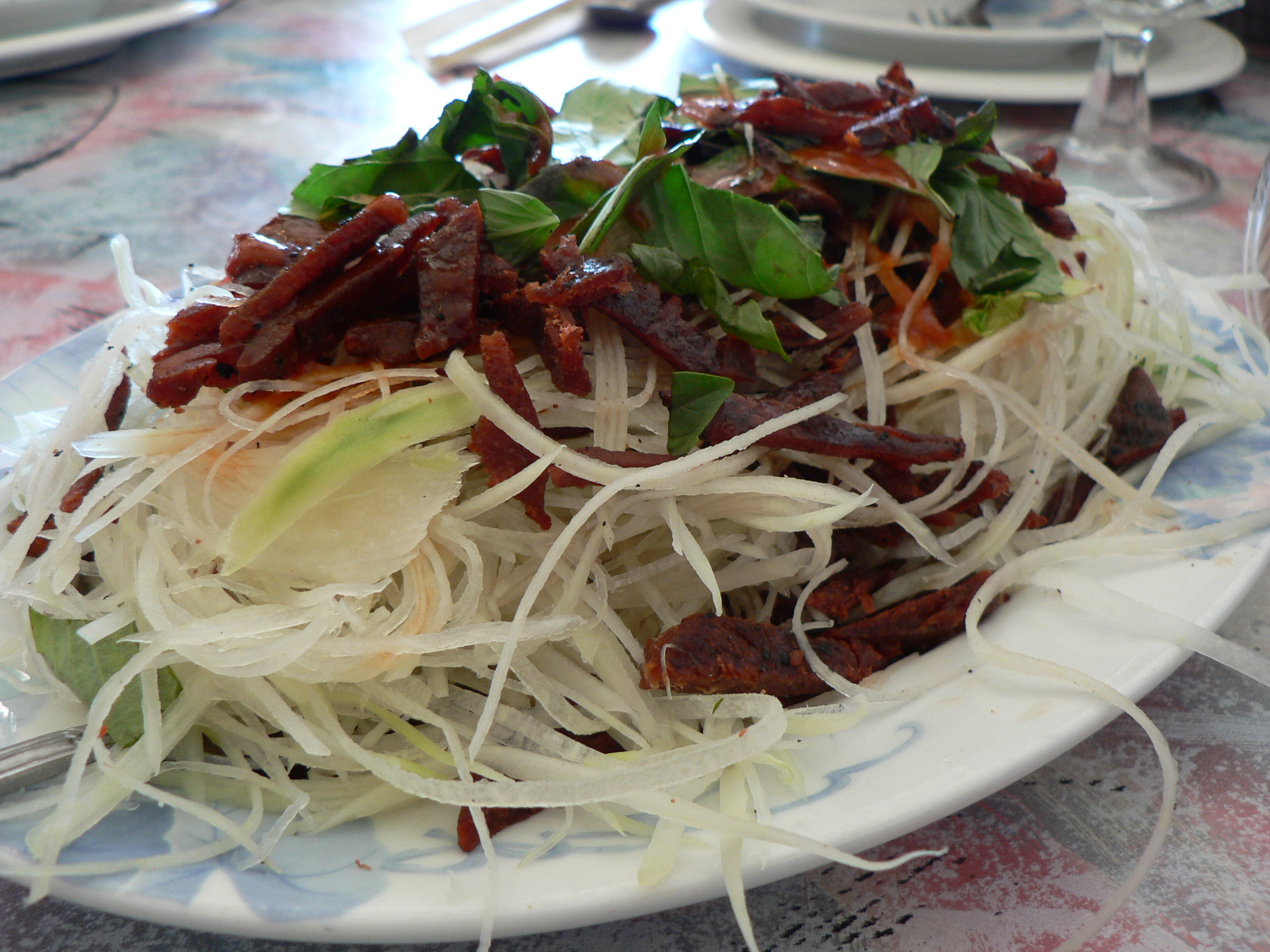
Ensalada de papaya verde con ternera seca.

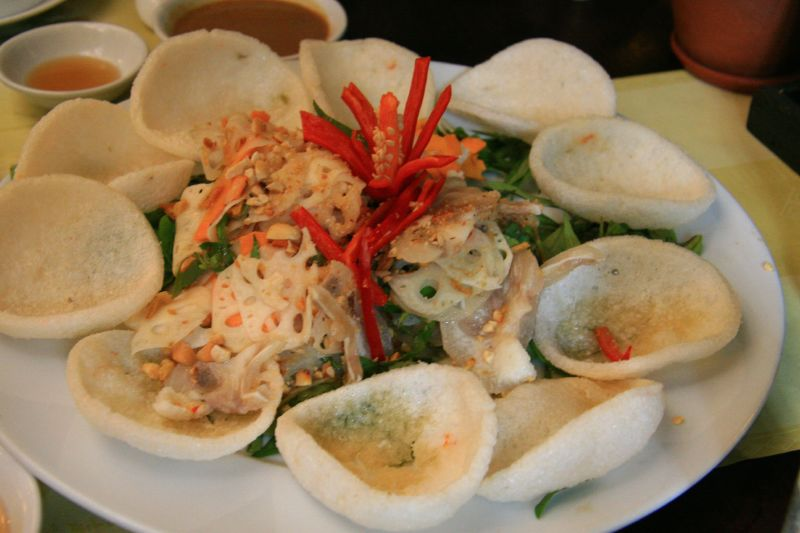
Nộm de pan de gamba (phồng tôm) y flor de loto.

Nộm (en el norte de Vietnam) o Gỏi (en el sur) se denominan las ensaladas tradicionales de la cocina vietnamita. Debe distinguirse de las sa lát (del francés), ensaladas que se encuentran en los restaurantes de estilo occidental, como la sa lát Nga (ensaladilla rusa).
La ensalada nộm es una combinación de una variedad de verduras frescas, nabo rallado, colinabo, repollo o papaya, y rodajas de pepino a menudo con carne, ya sea rallada, hervida, magra de cerdo, ternera, camarones o patatas fritas. Otros ingredientes y condimentos incluyen la especia gia vị, las hierbas rau thơm y el maní đậu phộng. La ensalada se mezcla, se remoja en vinagre, azúcar, tỏi ajo, ớt pimienta y se sazona con sal.
Uno de los más conocidos es Gỏi gà, ensalada de pollo. Otras variedades incluyen la ensalada Bánh đúc nộm hecha con bánh đúc, la ensalada Gỏi bò khô de ternera deshidratada con kinh giới, la popular ensalada de papaya Gỏi đu đủ y la ensalada de gambas Gỏi tôm y especialidades locales como la ensalada de anguila con arroz y arroz, Gỏi nhch, o la ensalada de flor de banana, Nộm hoa chuối.